# Decetia hypopyrata
Decetia hypopyrata är en fjärilsart som beskrevs av Pieter Cornelius Tobias Snellen 1895. Decetia hypopyrata ingår i släktet Decetia och familjen Uraniidae. Inga underarter finns listade i Catalogue of Life.